# Masłowice
Masłowice è un comune rurale polacco del distretto di Radomsko, nel voivodato di Łódź.
Ricopre una superficie di 116,2 km² e nel 2004 contava 4 416 abitanti.